# Марешаль, Пьер Сильвен
Пьер Сильве́н Мареша́ль (фр. Pierre Sylvain Maréchal; 15 августа 1750, Париж — 18 января 1803, Монруж, Франция) — французский философ, писатель и политический деятель. Участник утопически-коммунистического «Заговора Равных» Гракха Бабёфа.

## Биография
Родился в Париже в семье виноторговца, изучал право. В возрасте 20 лет опубликовал сборник идиллий Bergeries, достаточно успешный, чтобы его автора приняли на службу библиотекарем в престижный Коллеж Четырёх Наций. В этот период его заинтересовали идеи атеизма и деизма, он знакомится с произведениями Руссо, Вольтера, Гельвеция и Дидро и был связан с авторами-деистами и атеистами.
Вскоре он развивает собственную идею аграрного социализма с коллективной собственностью на имущество. Приверженность идеалу культа Разума, критика религии и абсолютизма послужило поводом для его изгнания из Коллежа. В 1788 году он был приговорен к четырем месяцам тюремного заключения за публикацию альманаха (календаря) (фр. Almanach des Honnêtes Gens), в котором святые из церковного календаря были замещены известными историческими личностями, провёл четыре месяца в тюрьме. В дальнейшем все произведения публиковал анонимно во избежание преследований. Он разработал свои собственные взгляды на аграрный социализм, в котором все блага будут общими. В «Фрагментах моральной поэмы о Боге» («Фрагменты нравственной поэмы о Боге») он стремился заменить элементы исповедуемой религии культом Добродетели, а веру - Разумом (см. Культ Разума).
Несмотря на то что свои ранние пьесы Марешаль посвятил Марии-Антуанетте, по убеждениям он был среди сторонников Французской революции, защиты прав бедняков и в дальнейшем агитировал за казнь королевской семьи. 
При жизни Марешаля атеизм постоянно осуждался очень религиозными людьми Франции. Живя в традиционалистской христианской стране, он часто писал о своих мыслях о церкви, часто критикуя доктрины и верования христиан того времени. Его критика как религии, так и политического абсолютизма ( Livre échappé du déluge - «Книга, спасенная от потопа», пародия на Библию) и его атеизм заставили его потерять место в колледже; Марешаль был вынужден жить за счет своих литературных произведений. В своем эссе 1799 года «Предварительный дискурс, или Ответ на вопрос: что такое атеист?» Сильвен Марешаль провозгласил, что он нуждается в Боге не больше, чем Бог нуждается в нем, и провозгласил такое отношение «истинным атеизмом» после того, как отверг несколько конкурирующих стойки. Он категорически отверг идею господ, управляющих его жизнью, включая волю любого бога. Для него верить в Бога значит подчиняться иерархии. Он не стал участвовать в конфликте против жирондистов и якобинцев, а вместо этого стал беспокоиться об исходе революционных событий, особенно после термидорианской реакции и установления французской Директории. В качестве издателя газеты Révolutions de Paris ратовал за освобождение людей от рабства и рассматривал религию как инструмент порабощения.
Принял участие в заговоре Бабёфа, в отличие от других участников, безнаказанно. Встреча c Бабефом и участие в заговоре последнего должны были обнаружить у Марешаля раннее влияние на утопический социализм, о чем свидетельствует манифест, который он написал в поддержку целей Бабефа - Manifeste des Egaux (впервые изданный в 1796 г.).
В последние годы жизни Марешаль отошел от активной политической деятельности и посвятил себя литературному творчеству, посредством которого выступал против идеализма и религии (а в одной из поздних работ — и против прав женщин, что свидетельствовало об ограниченности его эгалитаризма). В 1799 году опубликовал 6-томный историко-просветительский роман «Путешествия Пифагора» (опубликован в России без имени автора в 1804‒1810), в 1801 году — полемический труд «За и против Библии». В 1802 году им опубликована анонимная книга «История России, сокращённая до изложения только важных фактов», где впервые появилось фальшивое «Завещание Екатерины II». Умер в 1803 году.

## Список произведений
- Bergeries (1770)
- Chansons anacréontiques (1770)
- Essais de poésies légères suivis d’un songe (1775)
- Fragments d’un poème moral sur Dieu (1780)
- Dieu et les prêtres
- Fragments d’un poème philosophique (1781)
- L'Âge d’Or (1782)
- Livre échappé du déluge (1784)
- Almanach des Honnêtes Gens (1788)
- Apologues modernes, à l’usage d’un dauphin (1788)
- Dame Nature à la barre de l’Assemblée nationale (1791)
- Jugement dernier des rois (théâtre, 1793)
- Manifeste des Égaux (1801)
- Pensées libres sur les prêtres (1798)
- Le Lucrèce Français (1798)
- Culte et lois d’une société d’hommes sans Dieu (1798)
- Les Voyages de Pythagore (1799)
- Dictionnaire des Athées anciens et modernes (1800)
- Pour et contre la Bible (1801)